# Mémoires des esclavages
La sculpture monumentale Mémoires des esclavages, également surnommée Mémoires,  est une œuvre de Marc Morvan et Max Relouzat, située à Brest, dans le quartier du Moulin-Blanc,  rue des Mouettes, le long d'une promenade, à proximité d'Océanopolis.

## Inauguration
La sculpture est inaugurée le 10 mai 2015, à l'occasion d'une cérémonie organisée dans le cadre de la 10e Journée nationale des mémoires de la traite et de l'esclavage et de leurs abolitions, rassemblant plus de 300 personnes.
Imaginée en 1998 par Max Relouzat, descendant d'esclaves martiniquais et président de l'association Mémoires des esclavages,  elle est l'oeuvre du sculpteur Marc Morvan,,.

## Description

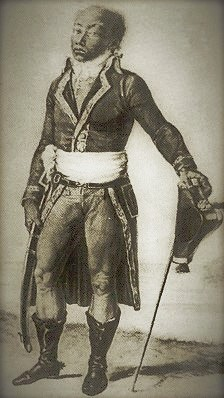
Toussaint Louverture lors de son débarquement à Brest en 1802, gravure de Pierre-Charles Baquoy, 1802 (© Jacques de Cauna 1989).

Haute de 10 mètres et pesant près de 20 tonnes, "Mémoires " est un amer en acier qui domine la rade de Brest. Elle a nécessité plus de 2 000 heures de travail selon son sculpteur Marc Morvan et est conçue pour résister à des rafales de vent de 350 km/heure.
Elle représente deux visages, qui évoquent des masques africains,  dont l'un, face au Finistère, regarde le continent européen, et l'autre, face à l'Océan Atlantique, les quatre autres continents.

Elle est dédiée à la mémoire de tous les esclavages et inclut une plaque commémorative comportant deux inscriptions : 
« Tous les êtres humains naissent libres et égaux en dignité et en droits. Ils sont doués de raison et de conscience et doivent agir les uns envers les autres dans un esprit de fraternité.» 
et

« Nul ne sera tenu en esclavage ni en servitude, l'esclavage et la traite des esclaves sont interdits sous toutes leurs formes. »
Sa réalisation, dont le coût est estimé à 88 000 euros, a été financée par la ville de Brest, mais également à hauteur de 65 % d'une souscription citoyenne des Brestois. 
Son concepteur, Max Relouzat, indique que cette idée de sculpture mémorielle lui est venue lors de la victoire de l'équipe de France de football, lors de la Coupe du monde de football 1998, saluée par de nombreux commentateurs comme une victoire de la France "black blanc beur". Il la présente également comme un hommage à Nelson Mandela.

## Faits et événements
Le 10 mai 2025, à l'occasion de son dixième anniversaire, c'est devant cette statue qu'est commémorée la 20e Journée nationale des mémoires de la traite et de l'esclavage et de leurs abolitions, en présence de François Bayrou, Premier ministre, de Jean-Marc Ayrault, Président de la Fondation pour la mémoire de l'esclavage (FME), et de Max Relouzat.

Dans son discours, François Bayrou évoque ainsi la statue : 
« L’histoire que cette statue nous raconte, c’est celle de millions d’hommes, de garçons, d’adultes, de femmes et de jeunes filles pour qui l’océan signifia la perte de leur liberté, de leur identité, et leur réduction à l’esclavage», explique le premier ministre". Il ajoute : « En regardant, cher Max [Relouzat], cette œuvre, j’ai observé qu’il y avait deux visages : un visage masculin, tourné vers l’océan, et un visage féminin, tourné vers nous. Et nous leur rendons hommage ici, derrière cette sculpture (...) qui nous invite à nous mettre à l’écoute de notre histoire.»